# ان‌جی‌سی ۷۰۹۵
ان‌جی‌سی ۷۰۹۵ (انگلیسی: NGC 7095) یک کهکشان مارپیچی میله‌ای است که در فاصله ۱۱۵ میلیون سال نوری از زمین در صورت فلکی هشتک قرار دارد. NGC 7095 توسط اخترشناس جان هرشل در ۲۱ سپتامبر ۱۸۳۷ کشف شد.